# Escadas monumentais

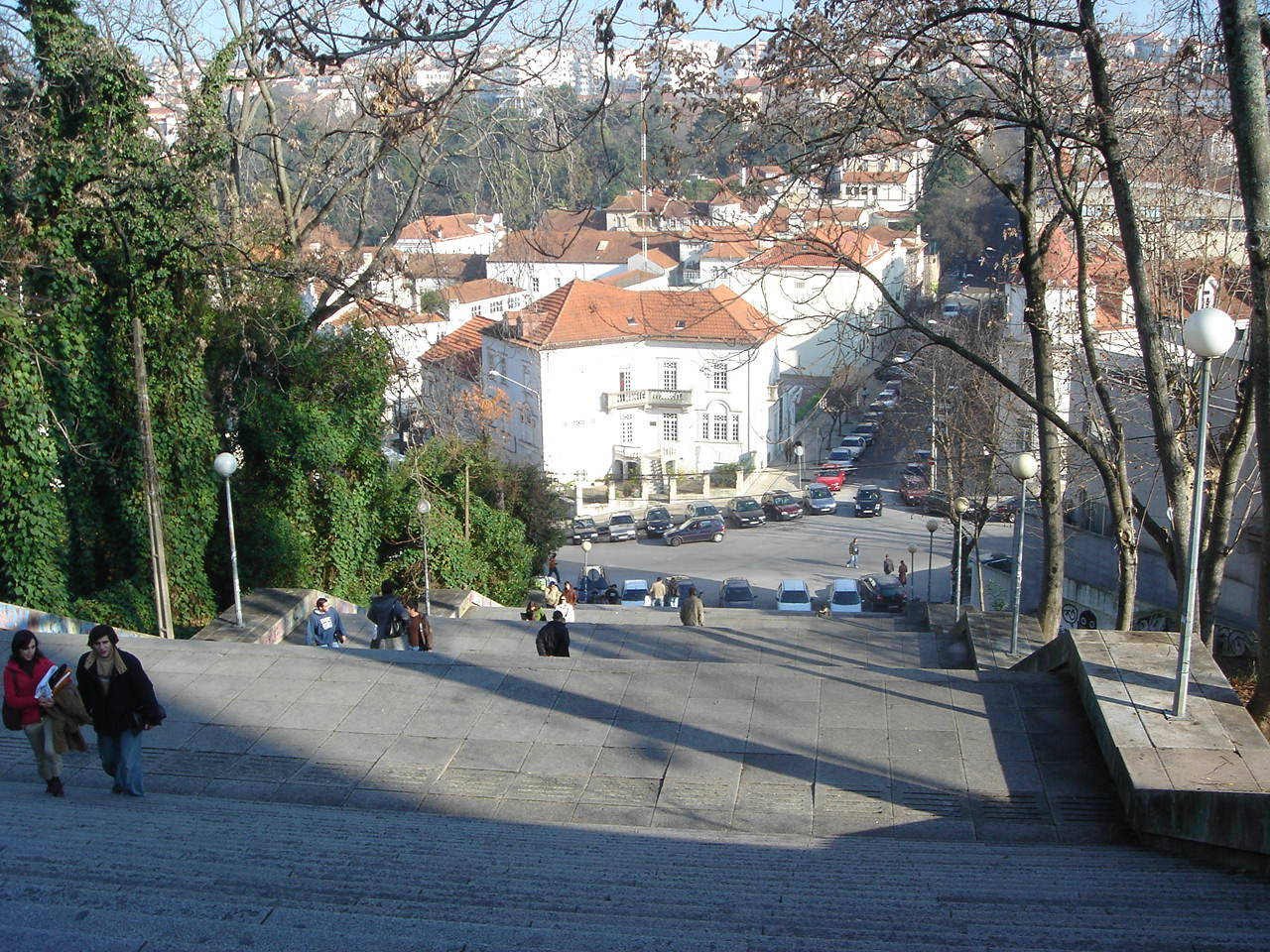
Escadas Monumentais

As Escadas Monumentais de Coimbra são uma escadaria de 125 degraus que ligam a Praça D. Dinis, na Alta Universitária, ao ponto de confluência das ruas Oliveira Matos, Venâncio Rodrigues e Castro Matoso.

As Escadas fazem parte de uma intervenção urbanística realizada durante o período do Estado Novo e que abrangeu uma vasta área conhecida como a Alta Universitária.
Esta intervenção, iniciada em 1942 e concluída em 1969, a cargo dos arquitetos Cottinelli Telmo e Luís Cristino da Silva, deu lugar à demolição de grande parte da zona residencial da Alta de Coimbra, bem como do último arco do aqueduto, para a construção dos novos edifícios das faculdades de letras, de medicina e de ciências e da Biblioteca Geral e Arquivo da Universidade.
No lugar onde foram construídas as Escadas Monumentais existia, até à intervenção, uma escadaria, de menor volumetria e ladeada por árvores, conhecida como "Escadas do Liceu", e que dava ainda acesso ao Bairro de S.José, a sul. 
As Escadas Monumentais, como toda a intervenção na alta, são caracterizadas pelo estilo grandioso e austero da arquitectura do estado novo.
Durante a crise académica de 1969 foram um dos palcos da contestação estudantil assim como da repressão e carga policial exercida pela ditadura do Estado Novo.